# Marion Thénault
Marion Thénault (Sherbrooke, 9 de abril de 2000) es una deportista canadiense que compite en esquí acrobático. Participó en los Juegos Olímpicos de Pekín 2022, obteniendo una medalla de bronce en la prueba de salto aéreo por equipo mixto.

## Palmarés internacional
| Juegos Olímpicos | Juegos Olímpicos | Juegos Olímpicos  | Juegos Olímpicos         |
| Año              | Lugar            | Medalla           | Prueba                   |
| ---------------- | ---------------- | ----------------- | ------------------------ |
| 2022             | Pekín (China)    | Medalla de bronce | Salto aéreo equipo mixto |